# Santiago Garbarini
Santiago Garbarini es un paraje rural del Partido de Veinticinco de Mayo, Provincia de Buenos Aires, Argentina.

## Ubicación
Se encuentra a 23 km al oeste de la ciudad de Veinticinco de Mayo.

## Historia
El paraje se crea a partir de la llegada del Ferrocarril Provincial de Buenos Aires en 1913. 
Era un centro de transferencia del Ferrocarril Provincial de Buenos Aires hacia la localidad de Mira Pampa y la ciudad de Pehuajó.
El cierre del ramal en 1960 obligó a un gran éxodo de sus habitantes hacia ciudades más grandes.

## Población
Durante los censos nacionales del INDEC de 2001 y 2010 fue considerada como población rural dispersa.